# Síndrome de Yunis-Varon
El síndrome de Yunis-Varon es una enfermedad genética de carácter autosómico recesivo poco frecuente que afecta el sistema esquelético, el tejido ectodérmico, el corazón y las vías respiratorias del ser humano.

## Características
La extraña enfermedad incluye retrasos antes y después del nacimiento, crecimiento defectuoso de los huesos del cráneo junto con la ausencia total o parcial de los hombros y algunos problemas en los rasgos faciales. Otro tipo de síntomas asociados a la enfermedad se ven reflejados en la deformidad de los dedos de las manos y los pies. En la mayoría de los casos, los niños que padecen de este trastorno presentan problemas severos en la alimentación y algunas dificultades respiratorias.